# (100617) 1997 TQ2
(100617) 1997 TQ2 es un asteroide perteneciente a la familia de Higía en el cinturón de asteroides, descubierto el 3 de octubre de 1997 por el equipo del OCA-DLR Asteroid Survey desde el Sitio de Observación de Calern, Caussols, Francia.

## Designación y nombre
Designado provisionalmente como 1997 TQ2.

## Características orbitales
1997 TQ2 está situado a una distancia media del Sol de 3,113 ua, pudiendo alejarse hasta 3,538 ua y acercarse hasta 2,687 ua. Su excentricidad es 0,136 y la inclinación orbital 5,083 grados. Emplea 2006,19 días en completar una órbita alrededor del Sol.
Los próximos acercamientos a Júpiter se producirán el 2 de octubre de 2037, el 4 de octubre de 2047 y el 22 de octubre de 2057.

## Características físicas
La magnitud absoluta de 1997 TQ2 es 14,9. Tiene 6 km de diámetro y su albedo se estima en 0,07.